# Bureau du Conseil privé (Canada)
Pour les articles homonymes, voir Bureau du Conseil privé.
Au Canada, le bureau du Conseil privé ou BCP (anglais : Privy Council Office) est le secrétariat du Conseil privé et du cabinet, chargé de conseiller de manière impartiale le premier ministre et de coordonner le travail des ministères et agences du gouvernement fédéral.
Au sein du gouvernement, le portefeuille du bureau du Conseil privé comprend par ailleurs le ministre des Affaires intergouvernementales, le leader du gouvernement à la Chambre des communes et le ministre des Institutions démocratiques.
Le BCP est dirigé par le greffier du Conseil privé, qui dirige le ministère, est le chef de la fonction publique du Canada et agit à titre de sous-ministre auprès du premier ministre , qui est le ministre responsable du ministère. considéré comme le plus haut fonctionnaire du gouvernement. Il a son siège à l'édifice Langevin, en face de la colline du Parlement.

## Rôle

### Conseil du premier ministre
Le bureau du Conseil privé est l'organe de la fonction publique chargé de conseiller le premier ministre. Contrairement au Cabinet du premier ministre, qui regroupe les collaborateurs politiques du chef du gouvernement, le BCP délivre des conseils impartiaux et objectifs basés sur l'expertise de la fonction publique et en concertation avec les ministères du gouvernement fédéral ou des gouvernements provinciaux.

## Aperçu
Bien que le BCP ait gagné en taille et en complexité au fil des ans, ses principaux piliers demeurent les secrétariats des opérations et des plans. Le premier s'occupe principalement de coordonner les affaires courantes du gouvernement tandis que le second a une vision à moyen terme de l'évolution de la fédération canadienne. Chaque premier ministre entrant réorganisera le BCP en fonction de l'agenda politique de son gouvernement. Aujourd'hui, le BCP comprend également un département des affaires intergouvernementales, des secrétariats pour les communications, la politique étrangère et de défense, la sécurité et le renseignement, les affaires sociales, les affaires économiques, la législation et la planification interne et l' appareil gouvernemental .
Traditionnellement, le BCP a servi d '« école de finition » pour les fonctionnaires destinés à des postes de direction au sein du gouvernement. Les fonctionnaires qui passent plusieurs années à acquérir de l'expérience au BCP et à travailler sur des questions politiques du point de vue du premier ministre retournent dans leur ministère d'attache avec une meilleure compréhension des opérations gouvernementales au niveau de l'entreprise. Outre les postes de direction au sein de la fonction publique, les anciens du BCP ont poursuivi des carrières réussies dans les affaires et la politique, notamment Paul Tellier , ancien PDG de Bombardier ; Michael Sabia, PDG de Bell Canada ; Robert Rabinovitch , PDG de la Société Radio Canada ; ancien premier ministre Pierre Trudeau ; et l'ancien 
Ministre des Affaires étrangères Pierre Pettigrew .

## Structure actuelle du Bureau du Conseil privé
- Bureau du Conseil privé et secrétaire du Cabinet[2]
  - Sous-secrétaire  du Cabinet, Opérations
    - Secrétaire adjoint du Cabinet, Politique de développement économique et régional
    - Secrétaire adjoint du Cabinet, Politique de développement social
    - Greffier adjoint du Conseil privé, Décrets en conseil

  - Sous-secrétaire du Cabinet, Planification et consultations et sous-secrétaire du Cabinet, Croissance propre
    - Secrétaire adjoint du Cabinet, Priorités et Planification et unité des résultats et de la livraison
    - Secrétaire adjoint du Cabinet, Communications et consultations
    - Secrétaire adjoint du Cabinet, Secrétariat de liaison en matière de politique macroéconomique
    - Secrétaire adjoint du Cabinet, Croissance propre

  - Sous-secrétaire du Cabinet, Gouvernance
    - Secrétaire adjoint du Cabinet, Appareil gouvernemental et Institutions démocratiques
    - Secrétaire adjoint du Cabinet, Législation et planification parlementaire

  - Sous-secrétaire du Cabinet, Personnel supérieur et renouvellement de la fonction publique
    - Secrétaire adjoint du Cabinet, Personnel supérieur
    - Secrétaire adjoint du Cabinet, Renouvellement de la fonction publique

  - Secrétaire adjoint du Cabinet, Affaires et services ministériels
  - Conseiller juridique auprès du greffier du Conseil privé et sous-ministre adjoint
  - Dirigeant principal, Secrétariat de l’inclusion, de la diversité, de l’équité et de l’antiracisme
  - Sous-secrétaire du Cabinet, Intelligence artificielle
    - Secrétaire adjoint du Cabinet, Intelligence artificielle

- Sous-greffier du Conseil privé et Conseiller à la sécurité nationale et au renseignement auprès du premier ministre
  - Conseiller adjoint à la sécurité nationale et au renseignement auprès du premier ministre
    - Secrétaire adjoint du Cabinet, Sécurité et renseignement
    - Secrétaire adjoint du Cabinet, Secrétariat du Conseil de la sécurité nationale

  - Conseiller en matière de politique étrangère et de défense auprès du premier ministre
    - Secrétaire adjoint du Cabinet, Secrétariat de la politique étrangère et de la défense

  - Tsar du fentanyl
    - Sous-ministre adjoint, Lutte du Canada contre le fentanyl

- Sous-greffier du Conseil privé et secrétaire associée du Cabinet et sous-ministre des Affaires intergouvernementales
  - Secrétaire adjoint du Cabinet, Unité de l’impact et de l’innovation
  - Sous-ministre adjoint, Relations bilatérales
  - Sous-ministre adjoint, Relations multilatérales
  - Dirigeant principal de la vérification

Le chef de la fonction publique porte le titre de greffier du Conseil privé et sert également de secrétaire du Cabinet et de sous-ministre auprès du premier ministre.
Le rôle du Bureau du Conseil privé est différent de celui du Cabinet du premier ministre , qui est un bureau personnel et partisan. Il est entendu que le premier ministre ne devrait pas recevoir les conseils d'une seule source institutionnalisée. À cette fin, le PCO sert d'unité consultative axée sur les politiques mais politiquement neutre auprès du premier ministre, tandis que le PMO est politiquement orienté mais sensible aux politiques.
Le BCP est également chargé de la communication sur les politiques du gouvernement.

### Secrétariat du cabinet
Le bureau du Conseil privé est le secrétariat du Conseil privé. À ce titre, il gère les procédures de décision au sein du conseil des ministres et assure la coordination entre les ministères. Il prépare également les décrets en conseil et fournit les services administratifs au Cabinet du premier ministre, aux ministres du BCP et à certaines commissions d'enquête.

### Direction de la fonction publique
Le BCP est le plus haut organe de la fonction publique fédérale. Il est chargé de préparer les nominations des hauts fonctionnaires des ministères et agences du gouvernement fédéral.
Ainsi, le greffier du Conseil privé est considéré comme le plus haut fonctionnaire du gouvernement fédéral.

## Portefeuille
Le bureau du Conseil privé est le ministère du premier ministre. D'autres membres du cabinet y sont également rattachés :
- le ministre des Affaires intergouvernementales, chargé des relations entre le gouvernement fédéral et les gouvernements des provinces et territoires ;
- le leader du gouvernement à la Chambre des communes, responsable de la planification et de la gestion du programme législatif du gouvernement à la Chambre des communes ;
- la ministre des Institutions démocratiques.

Le poste honorifique de président du Conseil privé a longtemps été confié au leader du gouvernement à la Chambre puis au ministre des Affaires intergouvernementales.